# 黄有泉
黄有泉（1946年4月—），男，山西稷山人，中华人民共和国政治人物，曾任中共运城市委书记、运城市人大常委会主任，第九届全国人大代表。
人物履歷
1966年任稷山縣委會組織部幹事；
1969年任稷山縣水果品公司幹事；
1970年任臨汾地區水泥廠黨部委員、
團委會書記；
1972年任臨汾地委工交部幹事；
1973年任臨汾地區水泥廠黨委員、主持全面工作的副廠長；
1976年任臨汾地委工交部副部長、經委副主任(正處)；
1983年在省委會黨校學習；
1986年任臨汾地區吉縣縣委會副書記、縣長；
1988年任臨汾地區洪洞縣縣長、縣委書記、六屆省委會委員；
1992年任臨汾地委副書記；
1995年任運城地委副書記、行署專員、行署黨組書記；
黃有泉
1998年任運城地委書記；
2000年任中共運城市委書記；
中華人民共和國第九屆全國人民代表大會代表;
2006年2月任運城市人大常委會黨組書記。
2006年5月14日任運城市人大常委會主任。
2009年5月17日退休。
2015年1月，辭去山西省第十二屆人民代表大會代表職務。